# Ian McNeice
Ian McNeice (ur. 2 października 1950 w Basingstoke) – angielski aktor charakterystyczny, grający w teatrze, telewizji i filmie.

## Życiorys
Kształcił się w Taunton School w Somerset, następnie studiował aktorstwo w London Academy of Music and Dramatic Art (LAMDA), po czym przez dwa lata występował w zespole teatralnym Salisbury Playhouse. Związał się następnie zawodowo z Royal Shakespeare Company. Na przełomie lat 1981 i 1982 grał w sztuce The Life and Adventures of Nicholas Nickleby na Broadwayu. W produkcjach telewizyjnych pierwsze role otrzymywał pod koniec lat 70. Regularnie zaczął pojawiać się w serialach telewizyjnych od połowy lat 80. W 1985 wcielił się w postać Harcourta w serialu Na krawędzi mroku, grał postać barona Vladimira Harkonnena w Diunie i Dzieciach Diuny, stałą rolę herolda odgrywał w produkowanym przez HBO i BBC Rzymie.
Pojawił się w licznych produkcjach filmowych kinowych i telewizyjnych, tj. Charing Cross 84, Ace Ventura: Zew natury, Dzień żywych trupów, John Carter, Kolonia karna, O Angliku, który wszedł na wzgórze, ale zszedł z góry, Walkiria. Wcielał się w postacie historyczne, w tym w Gerharda Klopfera w Ostatecznym rozwiązaniu i Lentulusa Batiatusa w Spartakusie, a także Winstona Churchilla w serialu Doktor Who i teatralnej adaptacji Jak zostać królem.

## Filmografia
- 1982: The Life and Adventures of Nicholas Nickleby (serial TV)
- 1983: The Cleopatras (serial TV)
- 1983: Voice Over
- 1984: Ściśle tajne
- 1985: Na krawędzi mroku (serial TV)
- 1985: The Optimist (serial TV)
- 1987: Charing Cross 84
- 1987: A Perfect Spy (serial TV)
- 1987: Jedyna namietność Judith Hearne
- 1987: Krzyk wolności
- 1987: Personal Services
- 1988: Wipe Out (serial TV)
- 1989: Valmont
- 1989: W 80 dni dookoła świata
- 1990: 1871
- 1990: Dark River
- 1990: Wydział Rosja
- 1991: Ruth Rendell Mysteries (serial TV)
- 1991: Secret Friends
- 1991: Time Riders (serial TV)
- 1992: An Ungentlemanly Act
- 1992: B&B
- 1992: Look at It This Way (serial TV)
- 1992: Rok komety
- 1992: Screen One (serial TV)
- 1992: The Blackheath Poisonings
- 1993: Wiek zdrady
- 1993: Don't Leave Me This Way
- 1993: Stay Lucky (serial TV)
- 1993: The Scarlet and the Black (serial TV)
- 1994: Chef! (serial TV)
- 1994: Kolonia karna
- 1994: The Wimbledon Poisoner (serial TV)
- 1995: Ace Ventura: Zew natury
- 1995: Funny Bones
- 1995: O Angliku, który wszedł na wzgórze, a zszedł z góry
- 1995: Sharpe (serial TV)
- 1996: Testament: The Bible in Animation (serial TV)
- 1997: Have Your Cake and Eat It (serial TV)
- 1997: Piękna i Borys Bestia
- 1997: The Canterville Ghost
- 1997: Życie mniej zwyczajne
- 1998: A Certain Justice (serial TV)
- 1998: Hornblower: The Examination for Lieutenant
- 1999: David Copperfield jako pan Dick
- 1999: Joseph and the Amazing Technicolor Dreamcoat
- 1999: Opowieść wigilijna
- 1999: The Cherry Orchard
- 1999: The Auteur Theory
- 2000: Diuna (serial TV)
- 2000: Longitude
- 2000: The Sleeper
- 2001: Anazapta
- 2001: Armadillo (serial TV)
- 2001: Ostateczne rozwiązanie
- 2001: Pytanie do Boga
- 2001: The Fourth Angel
- 2001: Z piekła rodem
- 2001: Murder Rooms: The Kingdom of Bones (serial TV)
- 2003: Dzieci Diuny (serial TV)
- 2003: Blackball
- 2003: Chaos and Cadavers
- 2003: I ja tam będę
- 2004: Bridget Jones: W pogoni za rozumem
- 2004: Doktor Martin (serial TV)
- 2004: Frankenstein (serial TV)
- 2004: Freeze Frame
- 2004: Spartakus
- 2004: W 80 dni dookoła świata
- 2005: Autostopem przez Galaktykę
- 2005: Cherished
- 2005: Głosy
- 2005: Oliver Twist
- 2007: Rzym (serial TV)
- 2008: Dzień żywych trupów
- 2008: Walkiria
- 2010: Doktor Who
- 2012: The Mystery of Edwin Drood
- 2022: Sandman (serial TV)
- 2023: Napoleon